# 里弗赛德 (怀俄明州)
里弗赛德（英語：Riverside），是美国怀俄明州卡本县（Carbon）下属的一座城市。该市的人口在2000年为59人，2010年有52，2011年则估计有52人。